# Cryptocreagris
Genre
Cryptocreagris est un genre de pseudoscorpions de la famille des Neobisiidae.

## Distribution
Les espèces de ce genre sont endémiques des États-Unis. Elles se rencontrent au Colorado, au Nouveau-Mexique et en Californie.

## Liste des espèces
Selon Pseudoscorpions of the World (version 3.0) :
- Cryptocreagris destica Harvey & Muchmore, 2010
- Cryptocreagris laudabilis (Hoff, 1956)
- Cryptocreagris magna (Banks, 1909)
- Cryptocreagris steinmanni Harvey & Muchmore, 2010
- Cryptocreagris tibialis (Banks, 1909)

## Publication originale
- Ćurčić, 1984 : A revision of some North American species of Microcreagris Balzan, 1892 (Arachnida: Pseudoscorpiones: Neobisiidae). Bulletin of the British Arachnological Society, vol. 6, no 4, p. 149-166 (texte intégral).